# Tersilochus heterocerus
Tersilochus heterocerus là một loài tò vò trong họ Ichneumonidae.